# Compsocerus chevrolati
Compsocerus chevrolati là một loài bọ cánh cứng trong họ Cerambycidae.